# Michałów (Zgierz)
Pour les articles homonymes, voir Michałów.
Michałów est une localité polonaise de la gmina et du powiat de Zgierz en voïvodie de Łódź.